# Ана Иванович
Ана Иванович (на сръбски: Ана Ивановић) е сръбска тенисистка.
Влиза в женската тенис асоциация (WTA) след дебюта ѝ на Ролан Гарос през 2005.
Започва кариерата си още от дете. Тогава гледа тенис по телевизията и се впечатлява от играта на Моника Селеш. На един от рождените ѝ дни баща ѝ ѝ подарява малка тенис ракета и тя започва да тренира.
През 2007 г. играе на финала на Ролан Гарос, а само месец по-късно и полуфинал на Уимбълдън.
През 2008 година печели Ролан Гарос, побеждавайки на финала Динара Сафина и достига до финал на Откритото първенство на Австралия.
Ана Иванович става посланик на добра воля на УНИЦЕФ за Сърбия през септември 2007 г.

## Кариера
Кариерата на Иванович в професионалния тенис започва през 2003. Тогава младата сръбкиня участва в четири турнира от веригата на ITF с награден фонд по $10 000, но не печели титла, макар да стига до финал на последния от тях в Барселона. От това време датира и първия си опит за участие в турнир на WTA – Люксембург ($225 000), но отпада още във втория кръг на квалификациите след 1 – 6, 1 – 6 със 122-рата в света София Арвидсон от Швеция. Едва на 16, Иванович завършва годината като 705-ата най-добра на корта. Само 12 месеца по-късно тя ще е сътворила сензация – най-големия скок в класацията за годината – цели 608 позиции (705->97) и вече ще е част от звездния елит на стотицата. Постига три поредни успеха на турнирите на ITF, на два от които се налага да премине ситото на квалификациите, но в безгрешния си път печели 21 поредни мача и губи само 4 сета. Най-впечатляваща и безапелационна е победата ѝ над 43-тата в света японка Саори Обата с 6 – 0 6 – 0 на четвъртфинала във Фукука, Япония. Само две седмици по-късно Иванович прави своя официален дебют в основната схема на турнир от веригата на WTA тур (Виена), но отново губи – в първия кръг се оказва безпомощна срещу 38-а в света и 5 в схемата Ейми Фрейзър – 4 – 6 1 – 6. Неуспешни се оказват и участията ѝ в Бирмингам и в квалификациите на Ю Ес Оупън, но късметът отново се завръща в турнирите на ITF – два поредни турнира в рамките на 3 седмици и 2 титли. В Цюрих квалификациите този път не се оказват толкова голяма пречка и така младата белградчанка записва първия си осминафинал (губи от 11-а в света Винъс Уилямс след два сета и два тайбрека,5 спасени сетбола на първия сет и 3 във втория, 7 – 6(11), 7 – 6(3)), а в Линц стига и до четвъртфинал (губи от Анабел Медина Гаригес след 6 – 3, 4 – 6, 1 – 6). На 1 ноември прави дебюта си в топ 100 (номер 96). Но през следващата седмица губи преднината си и остава 97-а.

### Първи стъпки в WTA (2005 – 2006)
2005 започва обещаващо – още в първото си участие на турнир от WTA Иванович записва титла – в Канбера, макар да минава ситото на квалификациите, се справя на два пъти с Мелина Синк от Унгария – веднъж в последния кръг на квалификациите и веднъж на самия финал (Синк се оказва „щастлива губеща“) със загубен един-единствен сет при целия си престой в австралийската столица. Равносметката показва, че достига поне до четвъртфинал на други пет турнира – Маями (справя се с номер 7 в света Кузнецова (първа победа над състезател от топ 10, но губи от Моресмо), полуфинал във Варшава (побеждава десетата в света Вета Звонарьова, но губи от Жустин Енен-Арден), четвъртфинал на Ролан Гарос (дебют на турнира, справя се с номер 3 в света и схемата Амели Моресмо, но губи от Петрова в първия си четвъртфинал на турнир от Големия шлем) и два поредни полуфинала в Цюрих и Линц през есента (и двата пъти по-добрата е Шнидер). Освен Ролан Гарос, Иванович дебютира и в Австралия (губи от третата в света Амели Моресмо в третия кръг), Уимбълдън (губи в третия кръг от Мери Пиърс) и Ю Ес Оупън(като номер 18 в схемата, елиминирана от Венто-Кабчи във втория кръг, записва името си в историята като третата най-високо поставена дебютантка на Ю Ес Оупън след Дженифър Каприати (през 1990,14 в схемата) и Моника Селеш (през 1989,12 в схемата) откакто е въведено компютърното изчисление на точките за класиране в световната ранглиста. Намалява числото на класирането си в края на сезона цели 5 пъти – номер 100 в първото си участие в Канбера, дебют в топ 50 на 7 март и в топ 20 след Уимбълдън и изкачвайки се до номер 16 на 29 август. Отказва се от участие в третия кръг в Торонто и от турнирите в Люксембург и Москва след разтежение на десния пекторален мускул и контузии в дясното рамо и лявата китка.
2006 се оказва втората поредна година в топ 20 на света, в която обаче ясно се откроява втората и най-голяма победа на финала в Монреал – турнир от I категория (като номер 13 на корта, побеждава седмата Хингис), и по този начин печели сериите преди Ю Ес Оупън. Седем пъти играе четвъртфинали – в Сидни (изкарва втората поставена Амели Моресмо от борбата, но е победена от Кузнецова), Индиън Уелс (губи мача си с Дементиева след 3 сета игра), Варшава (неутрализира втората в схемата Шнидер, но печели само сет в мача си с Чакветадзе), Хертогенбош (победена е отново от Дементиева), Лос Анджелис (поражение от Йелена Янкович), Линц (губи от Шарапова) и Хазелт (отпада след загуба от Михаела Крайчек); победата над действащата номер 3 в света Моресмо в Сидни е най-голямата в кариерата ѝ, а над осмата Шнидер – втората за сезона над състезател от топ 10 и пета в кариерата. На два пъти е на крачка от четвъртфиналите – в Маями търпи поражение от Моресмо, а на Уимбълдън се оказва не толкова добра колкото Мискина. На цели три пъти се оказва извън турнир след първия си мач, включително в Берлин където здравословни проблеми пречат на мача ѝ с На Ли. Първият кръг във Варшава е 100-тната и&#768 победа (над Домаховска), същата година прескача и $ 1 000 000 от наградни фондове. Достига първите си финал (в Хертогенбош) и полуфинали (Токио, Варшава) – всичките с Мария Кириленко.

### 2007
2007 се оказва изненадващо добра за младата белградчанка. И все пак австралийските кортове се оказват твърде трудни за Иванович – не печели повече от два мача на всеки в Голд Коуст или Сидни, нито на Аустрелиън Оупън – непреодолими се оказват Шахар Пеер, Никол Вайдишова и Вера Звонарьова. Остава със среброто в Токио след 4 – 6 2 – 6 като не се справя с бившата номер 1 Мартина Хингис на финала, като по пътя си записва шестата победа над състезател от топ 10 – Йелена Янкович (тогавашна номер 10). Не се представя много добре в Антверпен (губи от втората в схемата и бъдеща финалистка Ким Клайстърс), а в САЩ отпада в четвъртия кръг на турнира в Индиън Уелс(поражение от Зибиле Бамер и още във втория кръг в Маями (пропуска първия кръг като 12-а в схемата, отпада след мача си с квалификантката Ярослава Шведова). През април и май обаче се представя повече от добре – добро представяне на червените кортове в Амелия Айлънд (полуфиналистка, побеждава номер 2 в схемата Янковичи записва седма победа над състезател от топ 10; губи от бъдещата шампионка Головен), а в Чарлстън се оказва безсилна срещу Звонарьова в третия кръг. Титлата в Берлин обаче загатва за добрата ѝ игра на клейкортове – на финала побеждава самата финалистка от Ролан Гарос през 2006 и номер 3 в света Светлана Кузнецова (осма победа над състезател от топ 10) и скача от 16 право на осмо място. За първи път достига до финал на турнир от Големия шлем само 2 седмици по-късно (като поставена под номер 7 в схемата, побеждава номер 3 Светлана Кузнецова и номер 2 Мария Шарапова по пътя си към финала, записвайки девета и десета победа над състезатели от топ 10; губи от номер 1 в света Жустин Енен-Арден на финала) и следващия понеделник записва връх в кариерата си – номер 6. Не особено убедителна в Хертогенбеш (макар да е втора в схемата е победена от 5-ата поставена). Само няколко дни по-късно тя ще стигне и полуфинал на Уимбълдън, с което ще покаже, че финала в Париж не е бил случаен (побеждава
номер 11 в схемата Петрова на осминафиналите и номер 14 Вайдишова на четвъртфиналите, и двете в трисетови мачове; спасява 3 мачбола в мача с Вайдишова при 5 – 3 в третия сет; безсилна е пред Винъс Уилямс, която за пореден път ще вдигне трофея на Уимбълдън само след 2 дни). Изкачва се до номер 5 на 9 юли – ново постижение, което обаче ще бъде заличено само месец по-късно – на 13 август 2007 година тя вече ще държи в ръцете си титлата от Лос Анджелис след финал с деветата в ранглистата Надя Петрова (побеждава поставената под номер 2 Йелена Янкович на полуфинала спасявайки множество възможности за край на мача в третия сет, завършил 7 – 5; победата над Янкович е единадесета над състезател от топ 10) и ще е записала нов рекорд в кариерата си – №4 броени часове след спечелената четвърта титла.

## Финали

### Сингъл: 22 (15 титли, 7 финала)
| Легенда                              |
| ------------------------------------ |
| Турнири от Големия шлем (1 – 2)      |
| Шампионат на WTA Тур (0 – 0)         |
| Турнир на шампионките (2 – 0)        |
| Задължителни Висши & Висши 5 (3 – 2) |
| Висши (5 – 2)                        |
| Международни (4 – 1)                 |

| Финали по настилка |
| ------------------ |
| Твърда (12 – 4)    |
| Трева (1 – 0)      |
| Клей (2 – 2)       |
| Мокет (0 – 1)      |

| Изход      | No. | Дата              | Турнир                                           | Настилка   | Опонент                    | Резултат                   |
| ---------- | --- | ----------------- | ------------------------------------------------ | ---------- | -------------------------- | -------------------------- |
| Шампионка  | 1.  | 15 януари 2005    | Канбера Оупън, Канбера, Австралия                | Твърда     | Мелинда Цинк               | 7 – 5, 6 – 1               |
| Шампионка  | 2.  | 21 август 2006    | Роджърс Къп, Монреал, Канада                     | Твърда     | Мартина Хингис             | 6 – 2, 6 – 3               |
| Финалистка | 1.  | 4 февруари 2007   | Торай Пан Пасифик Оупън, Токио, Япония           | Мокет      | Мартина Хингис             | 4 – 6, 2 – 6               |
| Шампионка  | 3.  | 13 май 2007       | Открито първенство на Германия, Берлин, Германия | Клей       | Светлана Кузнецова         | 3 – 6, 6 – 4, 7 – 6(7 – 4) |
| Финалистка | 2.  | 9 юни 2007        | Ролан Гарос, Париж, Франция                      | Клей       | Жустин Енен                | 1 – 6, 2 – 6               |
| Шампионка  | 4.  | 12 август 2007    | Ийст Уест Банк Класик, Лос Анджелис, САЩ         | Твърда     | Надя Петрова               | 7 – 5, 6 – 4               |
| Шампионка  | 5.  | 30 септември 2007 | Люксембург Оупън, Люксембург, Люксембург         | Твърда (з) | Даниела Хантухова          | 3 – 6, 6 – 4, 6 – 4        |
| Финалистка | 3.  | 26 януари 2008    | Australian Open, Мелбърн, Австралия              | Твърда     | Мария Шарапова             | 5 – 7, 3 – 6               |
| Шампионка  | 6.  | 23 март 2008      | Бе Ен Пе Париба Оупън, Индиън Уелс, САЩ          | Твърда     | Светлана Кузнецова         | 6 – 4, 6 – 3               |
| Шампионка  | 7.  | 7 юни 2008        | Ролан Гарос, Париж, Франция                      | Клей       | Динара Сафина              | 6 – 4, 6 – 3               |
| Шампионка  | 8.  | 26 октомври 2008  | Дженерали Лейдис Линц, Линц, Австрия (1)         | Твърда (з) | Вера Звонарьова            | 6 – 2, 6 – 1               |
| Финалистка | 4.  | 22 март 2009      | Бе Ен Пе Париба Оупън, Индиън Уелс, САЩ          | Твърда     | Вера Звонарьова            | 6 – 7(5 – 7), 2 – 6        |
| Шампионка  | 9.  | 17 октомври 2010  | Дженерали Лейдис Линц, Линц, Австрия (2)         | Твърда (з) | Пати Шнидер                | 6 – 1, 6 – 2               |
| Шампионка  | 10. | 7 ноември 2010    | Турнир на шампионките, Бали, Индонезия (1)       | Твърда (з) | Алиса Клейбанова           | 6 – 2, 7 – 6(7 – 5)        |
| Шампионка  | 11. | 6 ноември 2011    | Турнир на шампионките, Бали, Индонезия (2)       | Твърда (з) | Анабел Медина Гаригес      | 6 – 3, 6 – 0               |
| Финалистка | 5.  | 13 октомври 2013  | Дженерали Лейдис Линц, Линц, Австрия             | Твърда (з) | Анджелик Кербер            | 4 – 6, 6 – 7(6 – 8)        |
| Шампионка  | 12. | 4 януари 2014     | Ей Ес Би Класик, Окланд, Нова Зеландия           | Твърда     | Винъс Уилямс               | 6 – 2, 5 – 7, 6 – 4        |
| Шампионка  | 13. | 6 април 2014      | Монтерей Оупън, Монтерей, Мексико                | Твърда     | Йована Якшич               | 6 – 2, 6 – 1               |
| Финалистка | 6.  | 27 април 2014     | Порше Тенис Гран при, Щутгарт, Германия          | Клей (з)   | Мария Шарапова             | 6 – 3, 4 – 6, 1 – 6        |
| Шампионка  | 14. | 15 юни 2014       | АЕГОН Класик, Бирмингам, Великобритания          | Трева      | Барбора Захлавова-Стрицова | 6 – 3, 6 – 2               |
| Шампионка  | 15. | 21 септември 2014 | Торай Пан Пасифик Оупън, Токио, Япония           | Твърда     | Каролине Возняцки          | 6 – 2, 7 – 6(7 – 2)        |
| Финалистка | 7.  | 10 януари 2015    | Бризбейн Интернешънъл, Бризбейн, Австралия       | Твърда     | Мария Шарапова             | 7 – 6(7 – 4), 3 – 6, 3 – 6 |

(з) = В зала

### Двойки: 1 (0 титли, 1 финал)
| Изход      | No. | Дата        | Турнир                   | Настилка | Партньорка      | Oпонентки       | Резултат            |
| ---------- | --- | ----------- | ------------------------ | -------- | --------------- | --------------- | ------------------- |
| Финалистки | 1.  | 19 юни 2006 | Хертогенбош, Нидерландия | Трева    | Мария Кириленко | Дзи Ян Цзе Джън | 6 – 3, 2 – 6, 2 – 6 |

## Титли от веригата на ITF (5)
След професионалния си дебют през август 2003 г., Иванович спечели 5 титли от веригата на ITF.
| $100 000 турнири |
| $75 000 турнири  |
| $50 000 турнири  |
| $25 000 турнири  |
| $10 000 турнири  |

| Финали по настилка |
| ------------------ |
| Твърда (1 – 0)     |
| Трева (0 – 0)      |
| Клей (2 – 0)       |
| Килим (2 – 0)      |

| No. | Дата              | Турнир           | Настилка | Опонент          | Резултат                          |
| --- | ----------------- | ---------------- | -------- | ---------------- | --------------------------------- |
| 1.  | 22 февруари 2004  | Майорка, Испания | Клей     | Ана Тимотич      | 6 – 1, 6 – 1                      |
| 2.  | 2 май 2004        | Гифу, Япония     | Килим    | Ми-ра Чон        | 6 – 4, 2 – 6, 7 – 5               |
| 3.  | 9 май 2004        | Фукуока, Япония  | Килим    | Ярмила Гайдошова | 6 – 2, 6 – 7(4 – 7), 7 – 6(7 – 4) |
| 4.  | 12 септември 2004 | Фано, Италия     | Клей     | Делия Сескиоряну | 6 – 2, 6 – 4                      |
| 5.  | 16 септември 2004 | Батуми, Грузия   | Твърда   | Анна Чакветадзе  | 6 – 3, 6 – 3                      |

## Представяне на турнирите на сингъл през годините
За да се предотврати двойно отичтане на резултатите, информацията в тази таблица се отчита само когато участието на участника в турнира е завършило. Последното събитие, отчетено в таблицата е Купа Кремъл '07, което ще приключи на 14 октомври 2007.
| Турнир                           | 2003  | 2004  | 2005    | 2006    | 2007    | СО през цялата кариерата | Победи-загуби през цялата кариера |
| -------------------------------- | ----- | ----- | ------- | ------- | ------- | ------------------------ | --------------------------------- |
| Аустрелиън Оупън                 | НУ    | НУ    | 3К      | 2К      | 3К      | 0 / 3                    | 5 – 3                             |
| Ролан Гарос                      | К     | К     | ЧФ      | 3К      | ЧФ      | 0 / 3                    | 12 – 3                            |
| Уимбълдън                        | НУ    | НУ    | 3К      | 4К      | ПФ      | 0 / 3                    | 10 – 3                            |
| Ю Ес Оупън                       | НУ    | ГК    | 2К      | 3К      | 4К      | 0 / 3                    | 6 – 3                             |
| Голям шлем победи-загуби         | 0 – 0 | 0 – 0 | 9 – 4   | 8 – 4   | 16 – 4  | -                        | 33 – 12                           |
| Шампионат на WTA Тур             | НУ    | НУ    | НУ      | НУ      |         | 0 / 0                    | 0 – 0                             |
| Токио                            | НУ    | НУ    | НУ      | 2К      | Ф       | 0 / 2                    | 5 – 2                             |
| Индиън Уелс                      | К     | К     | К       | ЧФ      | 4К      | 0 / 2                    | 5 – 2                             |
| Маями                            | НУ    | НУ    | Ф       | 4К      | 2R      | 0 / 3                    | 6 – 3                             |
| Чарлстън                         | НУ    | НУ    | НУ      | НУ      | 3К      | 0 / 1                    | 1 – 1                             |
| Берлин                           | НУ    | НУ    | 1К      | 1К      | Т       | 1 / 3                    | 6 – 2                             |
| Рим                              | НУ    | НУ    | 3К      | НУ      | НУ      | 0 / 1                    | 2 – 1                             |
| Сан Диего                        | НУ    | НУ    | НУ      | 3К      | НУ      | 0 / 1                    | 2 – 1                             |
| Торонто/Монреал                  | НУ    | НУ    | 3К      | Т       | 2К      | 1 / 3                    | 7 – 11                            |
| Москва                           | НУ    | НУ    | НУ      | НУ      | НУ      | 0 / 0                    | 0 – 0                             |
| Цюрих                            | НУ    | 2К    | ПФ      | НУ      |         | 0 / 2                    | 4 – 2                             |
| Брой турнири, в които участва    | 1     | 5     | 16      | 19      | 18      | -                        | 59                                |
| Финалист                         | 0     | 0     | 0       | 0       | 3       | -                        | 3                                 |
| Спечелени турнири                | 0     | 0     | 1       | 1       | 3       | -                        | 5                                 |
| Победи-загуби на твърда настилка | 1 – 1 | 6 – 3 | 26 – 8  | 24 – 11 | 21 – 8  | -                        | 77 – 30                           |
| Победи-загуби на клей            | 0 – 0 | 0 – 1 | 9 – 4   | 4 – 3   | 16 – 3  | -                        | 23 – 10                           |
| Победи-загуби на тревен корт     | 0 – 0 | 0 – 1 | 2 – 1   | 5 – 2   | 6 – 2   | -                        | 13 – 6                            |
| Победи-загуби на килим           | 0 – 0 | 0 – 0 | 3 – 1   | 2 – 2   | 6 – 2   | -                        | 11 – 5                            |
| Краен баланс победи-загуби       | 1 – 1 | 6 – 5 | 40 – 14 | 35 – 18 | 44 – 14 | —                        | 131 – 532                         |
| Класиране в края на сезона       | 705   | 97    | 16      | 14      |         | —                        | —                                 |

- НУ = не участва в турнира
- Т = титла
- Ф = финал
- ПФ = полуфинал
- ЧФ = четвъртфинал
- 1К,2К,3К… = съответния кръг от надпреварата
- – = неясна все още информация поради продължаваща активна кариера
- СО = равносметка между броя на спечелените турнири и общо участията
- ГК = губи в квалификациите за турнира
- 1 Балансът победи-загуби не включва отказвания от мачове, преди началото им
- 2 Ако включим и участията от турнирите на ITF (Твърда настилка: 5 – 0; Клей: 21 – 4; Килим: 16 – 0), общият баланс победи-загуби става 168 – 56.